# Gesetzmäßigkeit der Verwaltung
Die Gesetzmäßigkeit der Verwaltung ist der oberste Grundsatz allen Verwaltungshandelns. Er besagt, dass die vollziehende Gewalt an Gesetz und Recht gebunden ist.
Hergeleitet wird der Grundsatz aus dem in Deutschland geltenden Rechtsstaatsprinzip, verankert in Art. 20 Abs. 2 und 3 und Art. 28 Abs. 2 Satz 1 Grundgesetz. Als unantastbares Element der verfassungsrechtlichen Ordnung und als eines der obersten Staatsprinzipien unterliegt er dem unbedingten Schutz des Art. 79 Absatz 3 GG (Ewigkeitsklausel).
Aus der rechtsstaatlich geprägten Gesetzmäßigkeit der Verwaltung lassen sich wiederum zwei Grundsätze ableiten, erstens der Vorbehalt des Gesetzes – er verlangt, dass Verwaltungsbehörden für ihr Handeln einer formell-materiellen Gesetzesgrundlage (grundsätzlich besteht ein Parlamentsvorbehalt) bedürfen – und zweitens der Vorrang des Gesetzes – er verlangt, dass die Verwaltung ausnahmslos keine Maßnahmen treffen darf, die im Widerspruch zu einem Gesetz (Art. 20 Abs. 3 GG) oder einem Grundrecht (Art. 1 Abs. 3 GG) stehen (Grundrechtsbindung).
Verwaltungsvorschriften hingegen entfalten grundsätzlich nur verwaltungsrechtliche Innenwirkung und gelten deshalb nicht als Gesetz im Sinne des Art. 20 Abs. 3 Halbsatz 2 GG. Das gilt prinzipiell auch für das präjudiziell wirkende Richterrecht, da es argumentativ überwunden werden kann. Verwaltungsrichtlinien, die die Ausübung gesetzlichen Ermessens regeln, führen zur Selbstbindung der Verwaltung, wenn sie in der Praxis eingesetzt werden.

## Gesetzes- und Rechtsbindung
Gemäß Art. 20 Abs. 3 GG ist die vollziehende Gewalt – wie auch die Rechtsprechung – an „Gesetz“ und „Recht“ gebunden, während die Gesetzgebung selbst der „verfassungsmäßigen Ordnung“ verpflichtet ist (Änderungs- und Aufhebungsrechtsbefugnis). Im Rahmen der verfassungsmäßigen Ordnung stellt das Parlament bei der Ausübung der Gesetzgebung die Legitimation des Verwaltungshandelns sicher, denn die Verwaltung hat sich an das „Gesetz“ zu halten. Damit übt es eine sachlich-inhaltliche Lenkungsfunktion gegenüber der Verwaltung aus. Die Handlungsdirektiven bilden den Kontrollmaßstab für die zur Überprüfung des Verwaltungshandelns aufgerufenen Gerichte, die vor einem umso größeren Kontrollumfang stehen, je größer die Normendichte ausgestaltet ist. Insoweit relativiert sich die Kritik, die gelegentlich am „Gesetzesstaat“ laut wird.
Dem Begriff „Recht“ im Sinne des Art. 20 Abs. 3 GG, wird von einigen Vertretern der Rechtslehre keine eigenständige Bedeutung zugemessen, da in einer positivrechtlichen geprägten Rechtsordnung alles geltende Recht bereits vom Gesetz umfasst sei. Da das Rechtswesen allerdings – wenngleich sehr selten geworden – Züge hergebrachten, ungeschriebenen noch anerkannten Gewohnheitsrechts aufweisen kann, oder überpositive, naturrechtliche Gerechtigkeitsvorstellungen für die Rechtsgemeinschaft bedeutsam sind, gehen andere Meinungen dahin, dass die daraus abgeleiteten Regeln dem Rechtsbegriff unterworfen sind. Für die Überprüfung exekutiven Tätigwerdens jedenfalls ist die Norm des Art. 20 Abs. 3 GG in ihrer Gesamtaussage zu beachten.

## Vorrang und Vorbehalt des Gesetzes
Unter dem Vorrang des Gesetzes wird verstanden, dass Gesetze, Rechtsverordnungen,  Satzungen, Verwaltungsakte und öffentlich-rechtliche Verträge an die jeweils höherrangigen Normen gebunden sind. Verstöße dagegen unterliegen unterschiedlichen Rechtsfolgen, so sind Verordnungen und Satzungen unmittelbar nichtig, während Verwaltungsakte anfechtbar sind. Für Verstöße bei öffentlich-rechtlichen Verträgen gilt Nichtigkeit gemäß § 59 VwVfG, sofern dies bei einer Vergleichsbetrachtung mit dem Privatrecht (§ 59 Abs. 1 VwVfG i. V. m. § 134 BGB) beziehungsweise hoheitlichem Handeln (§ 59 Abs. 2 VwVfG) zu erwarten ist.
Für den Vorbehalt des Gesetzes gilt, dass Verwaltungshandeln eine Ermächtigungsgrundlage aus Gesetz beziehungsweise Rechtsverordnung bedarf. Der Geltungsbereich lässt sich mittels der vom Bundesverfassungsgericht (BVerfG) entwickelten Wesentlichkeitstheorie bestimmen. Danach muss der Gesetzgeber staatliches Handeln in grundlegenden Bereichen durch ein förmliches Gesetz legitimieren und alle wesentlichen Entscheidungen selbst treffen. Das gilt für grundrechtsrelevante Maßnahmen immer, insbesondere im Bereich der Eingriffsverwaltung, also für belastende Verwaltungsmaßnahmen, sofern sie in bürgerliche Freiheitsrechte eingreifen. Im Bereich der Leistungsverwaltung gilt, dass Entscheidungen über das „Ob“ einer Leistung grundsätzlich wesentlich sind. Dafür lässt die herrschende Meinung allerdings Regelungen im Haushaltsgesetz genügen. Im Übrigen sind alle sonstigen Maßnahmen dann als wesentlich zu bestimmen, wenn durch die Leistungsvergabe Rechte Dritter beeinträchtigt oder Interessen der Allgemeinheit betroffen werden.

## Ermessensspielraum
Besonderheiten gelten, wenn die Gesetzmäßigkeit der Verwaltung sich auf behördliches Ermessen bezieht, weil gesetzlicher Entscheidungsspielraum eingeräumt ist. Da es kein freies Ermessen gibt, ist dieses stets rechtsgebunden (vgl. § 40 VwVfG). Soweit eine konkrete gesetzliche Regelung nicht entgegensteht, kommen Ermessenspielräume in Form des Entschließungs- und des Auswahlermessens in Betracht. Entschließungsermessen unterliegt dem Opportunitätsprinzip, die Behörde prüft also, ob sie im Rahmen pflichtgemäßer Rechtsausübung überhaupt tätig werden will, wobei Grenzen dann erreicht werden, wenn eine Ermessenreduktion auf Null vorliegt, ein Wahlrecht somit nicht besteht und nur eine einzige Entscheidung rechtsfehlerfrei möglich ist. Auswahlermessen bezieht sich auf die Form der Rechtsausübung bei rechtlich vorgegebenen Handlungsalternativen. Auf der Rechtsfolgenseite geben Kann-Vorschriften die häufigsten Ermessensfreiräume, Soll-Vorschriften nur in Ausnahmefällen (rechtliche Ermessensbindung) und Muss-Bestimmungen operieren mit zwingenden Handlungsvorgaben (rechtliche Verwaltungsbindung).
Ermessensfehler im Sinne des § 40 VwVfG führen zur gerichtlichen Anfechtbarkeit. Wird eine Verwaltungsmaßnahme nicht angegriffen, obwohl sie an einem Ermessensfehler leidet, so erwächst sie in Bestandskraft, heißt: sie wird wirksam. Betroffen sind auch Verwaltungsmaßnahmen, denen eine fehlerhafte Anwendung oder Auslegung von unbestimmten Rechtsbegriffen zugrunde liegt. Ermessensfehler können im Nichtgebrauch von Ermessen oder Ermessensfehlgebrauch liegen, ebenso in Ermessensüberschreitungen. Fehler entstehen dabei nicht selten im Rahmen der Verhältnismäßigkeitsüberprüfung im Lichte von Grundrechten. Ein Verstoß gegen den Verhältnismäßigkeitsgrundsatz liegt vor, wenn der Zweck der gewählten Maßnahme nicht legitim ist und die Maßnahme selbst nicht geeignet, erforderlich und angemessen ist.
Verwaltungsvorschriften entfalten grundsätzlich keine Außenwirkung. Ermessensrichtlinien, die die Ausübung gesetzlich geregelten Ermessens für die Praxis konkretisieren, führen mit ihrem Einsatz zur Verwaltungsselbstbindung. Wegen des Gleichbehandlungsgrundsatzes (Art. 3 GG), dürfen Abweichungen nur erfolgen, wenn ein „sachlicher Grund“ die Abweichung rechtfertigt. Im gesetzlich nicht geregelten Bereich können Verwaltungsvorschriften Ersatznormcharakter annehmen, sodass eine „quasi-normative“ Außenwirkung entsteht, welche Bindungswirkung auslöst. Nach herrschender Meinung tritt Außenwirkung bei Selbstbindung der Verwaltung ein.